# Joseph Hardy (réalisateur)
Pour les articles homonymes, voir Hardy.
Joseph Hardy est un réalisateur et producteur américain né le 8 mars 1929 à Carlsbad au Nouveau-Mexique, et mort le 6 juin 2024 à Englewood (New Jersey).

## Filmographie

### comme réalisateur
- 1972 : Shadow of a Gunman (TV)
- 1973 : The Man of Destiny (TV)
- 1974 : A Tree Grows in Brooklyn (TV)
- 1974 : The Lady's Not for Burning (TV)
- 1974 : Great Expectations (TV)
- 1975 : Last Hours Before Morning (TV)
- 1975 : The Silence (TV)
- 1976 : Addie and the King of Hearts (TV)
- 1976 : Executive Suite (série télévisée)
- 1977 : James at 15 (en) (TV)
- 1977 : James at 15 (en) (série télévisée)
- 1978 : Taxi!!! (TV)
- 1978 : The Paper Chase (en) (série télévisée)
- 1978 : The Users (TV)
- 1978 : Return Engagement (TV)
- 1979 : Love's Savage Fury (TV)
- 1980 : The Seduction of Miss Leona (TV)
- 1981 : Dream House (TV)
- 1982 : The Day the Bubble Burst (TV)
- 1982 : Not in Front of the Children (TV)

### comme producteur
- 1967 : Love Is a Many Splendored Thing (série télévisée)
- 1968 : Doktor Glas
- 1973 : Robert Young with the Young (TV)
- 1977 : James at 15 (en) (TV)
- 1977 : James at 15 (en) (série télévisée)
- 1978 : Taxi!!! (TV)
- 1980 : The Seduction of Miss Leona (TV)